# Prasinocyma nigripunctata
Prasinocyma nigripunctata là một loài bướm đêm trong họ Geometridae.